# Complexipes
Complexipes is een geslacht van schimmels dat behoort tot de familie Pyronemataceae. De typesoort is Complexipes moniliformis.

## Soorten
Volgens Index Fungorum telt het geslacht twee soorten (peildatum november 2023): 
| Soortnaam                | Auteur(s)                     | Publicatiejaar |
| ------------------------ | ----------------------------- | -------------- |
| Complexipes moniliformis | C. Walker                     | 1979           |
| Complexipes tuberosus    | Pacioni, Montecchi & Sarasini | 1998           |